# Nicolas Bourbaki
Nicolas Bourbaki – pseudonim grupy francuskich matematyków, którzy w roku 1935 założyli tzw. grupę Bourbaki działającą przy École normale supérieure w Paryżu, która została przekształcona w 1952 na stowarzyszenie Association des Collaborateurs de Nicolas Bourbaki. Członkami-założycielami grupy Bourbaki byli:
- Henri Cartan,
- Claude Chevalley,
- Jean Coulomb,
- Jean Delsarte,
- Jean Dieudonné,
- Charles Ehresmann,
- René de Possel,
- Szolem Mandelbrojt,
- André Weil[1].

Celem grupy młodych matematyków, założycieli grupy, było napisanie kompletu aktualnych podręczników do matematyki. Te które istniały, niegdyś dobre, były już nieaktualne, a ich język nieprecyzyjny. Po napisaniu pierwszego potrzebowali dodać autora, a ponieważ planowali wiele książek, gdzie autorzy prawdopodobnie będą się zmieniać, postanowili opublikować ją pod pseudonimem. Książki podpisane N. Bourbaki, wzbudzały w środowisku matematyków podziw dla talentu tajemniczego autora. Prawda wyszła na jaw, chociaż matematycy cały czas używali pseudonimu. Mimo że książki miały wielu autorów, były wielokrotnie redagowane przez członków, dlatego nie było widać indywidualnego stylu autorów.
Imię „Nicolas” pojawiło się późno, początkowo podpis brzmiał jedynie „N. Bourbaki”. Twórcy grupy uważali, że Bourbaki nie powinien mieć więcej niż 50 lat, aby zachował świeżość umysłu, w efekcie przez lata pracowały cztery generacje. Grupa działała przez 50 lat. Tak jak początkowo, lista „aktualnych” członków grupy była zawsze tajemnicą, chociaż krążyły pogłoski o tym, kto do nich należał. Wielu medalistów Fieldsa było członkami grupy. Grupa Bourbaki w swoich książkach używała metody aksjomatycznej, gdzie każda teza musiała być przez nich wcześniej udowodniona. Tego typu tezy mogły pochodzić z różnych działów matematyki. Ich metoda polegała na rozpoczęciu od zagadnień bardziej ogólnych i późniejszym przechodzeniu do szczegółowych. Była to metoda bardzo podobna do formalizmu wprowadzonego przez Davida Hilberta, chociaż przyświecały im inne cele. Była to także pierwsza próba aksjomatyzacji podstaw całej matematyki.
Styl Bourbakiego był nowatorski, dziś jest on stosowany powszechnie w całej literaturze matematycznej. Grupa ujednoliciła dużo terminów matematycznych. Wprowadziła dużo nowych, niektóre usunęła, czasami z kilku stosowanych wybrano jeden. Dzisiaj powszechnie stosuje się słownictwo używane przez Bourbakiego.

## Pozostali członkowie
W późniejszym okresie działania grupy, dołączyli:

- Charles Ehresmann,
- Jean Coulomb,
- Laurent Schwartz,
- Jean-Pierre Serre,
- Jacques Dixmier,
- Jean-Louis Koszul,
- François Bruhat,
- Pierre Cartier,
- Adrien Douady,
- Alexander Grothendieck,
- Samuel Eilenberg,
- Serge Lang,
- Michael Atiyah.
- Roger Godement.

## Matematyka według Bourbakiego
Jednym z celów Bourbakistów było opracowanie kursu matematyki prezentującego ówczesny stan wiedzy w kluczowych dziedzinach matematyki opartych na teorii mnogości. Seria Elementy matematyki  (Éléments de mathématique) składała się z następujących tomów (nie ukazały się one po polsku):
| I            | Teoria mnogości                      | (Théorie des ensembles)           |
| II           | Algebra                              | (Algèbre)                         |
| III          | Topologia                            | (Topologie générale)              |
| IV           | Funkcje jednej zmiennej rzeczywistej | (Fonctions d'une variable réelle) |
| V            | Przestrzenie liniowo-topologiczne    | (Espaces vectoriels topologiques) |
| VI           | Całkowanie                           | (Intégration)                     |
| oraz później |                                      |                                   |
| VII          | Algebra przemienna                   | (Algèbre commutative)             |
| VIII         | Grupy i algebry Liego                | (Groupes et algèbres de Lie)      |

W serii ukazała się także książka Variétés différentielles et analytiques, ale zawierała raczej podsumowanie wyników dotyczących rozmaitości różniczkowalnych, niż prezentację materiału. Dziewiąty i ostatni tom serii, poświęcony teorii spektralnej, ukazał się w roku 1983. Pod koniec XX wieku opublikowano jeszcze dalszą część Algebry przemiennej.
Niektóre z książek Bourbakiego stały się klasycznymi pozycjami w swoich dziedzinach, inne były zbyt trudne, by służyć za podręczniki. W roku 1958, gdy zakończono wydawanie pierwotnych sześciu tomów serii, niektóre z pierwszych były od prawie 20 lat nieaktualne.